# Carlos Alberto Machado
Carlos Alberto Machado (Lisboa, 18 de Novembro de 1954) é um escritor, actor e produtor português.

## Formação
É Licenciado em Antropologia pela FCSH/ Universidade Nova de Lisboa e Mestre em Sociologia da Cultura, Comunicação e Tecnologias de Informação pelo ISCTE.

## Actividade
Trabalha desde 1969 nas áreas do teatro, animação e gestão cultural. Colaborou com o ACARTE da Fundação Gulbenkian, Centro Georges Pompidou em Paris, Ministério da Cultura, no qual foi assessor, e Expo 98, onde foi programador de espectáculos. Foi professor da Escola Superior de Teatro e Cinema de 1999 a 2000, e da Universidade de Évora, fazendo a licenciatura em Teatro de 2001 a 2008. Dirigiu laboratórios de escrita para teatro com o CITAC, Quarta Parede, CEPiA e Teatro de Giz.
Colaboração nas revistas Sete Palcos, Adágio, Belém, Periférica, Boca de Incêndio e Telhados de Vidro e nos jornais O Diário, Semanário, Ilha Maior, Jornal do Pico e Expresso das Nove - onde assina ainda uma crónica semanal.
Coordenou as edições municipais do Município das Lajes do Pico, nomeadamente: co-director da revista Magma, juntamente com Sara Santos, Cadernos SIBIL, com José Augusto Soares. e com Urbano Bettencourt a Biblioteca Açoriana.
Dedica-se à escrita.

## Obras

### Ensaios
- Teatro da Cornucópia: As Regras do Jogo - Lisboa, em 1999
- Cuidar dos Mortos - Sintra, Instituto de Sintra, em 1999.

### Peças de teatro
- Transportes & Mudanças (Três Peças em Um Acto) - Lisboa, em 2000
- Os Nomes que faltam - Cadernos Dramat, Nº 6, Teatro Nacional S. João/Cotovia, em 2001
- Restos. Interiores - em 2002
- Aquitanta - em 2003
- As Aventuras Extraordinárias do Príncipe e do Castor - em colaboração, Cadernos CITAC, IV, em Janeiro de 2004
- Hamlet & Ofélia - Maputo, Escola Portuguesa de Moçambique-Centro de Ensino da Língua Portuguesa, em 2008
- 5 Cervejas para o Virgílio (Lisboa, & etc., 2009)
- Hoje Não Há Música - Maputo, Escola Portuguesa de Moçambique-Centro de Ensino da Língua Portuguesa, em 2010

### Poesia
- Ventilador - Espinho, Elefante Editores, em 2000
- Mundo de Aventuras - Évora, em 2000
- Mito, seguido de Palavras Gravadas na Calçada - Lisboa, em 2001
- A Realidade Inclinada - Lisboa, Averno, em 2003
- Talismã  - Lisboa - Assírio & Alvim, em 2004
- Registo Civil - Poesia Reunida  - Lisboa - Assírio & Alvim, em 2010
- Por eso volveré / Por isso voltarei / C’est pourquoi je reviendrai (desenhos de Márcio Matos) Canárias - dir. Nilo Palenzuela e Orlando Britto Jinorio, Projecto Horizontes Insulares, Governo das Canárias, programa Septénio, em 2010
- Corpos  - Lajes do Pico - colecção azulcobalto, em 2011

### Para a história do teatro em Portugal
- Centro Dramático de Évora. 25 Anos em Cena   - CCE/CENDREV 1975-2000 (Évora, Centro Dramático de Évora, 2000)
- José Manuel Castanheira. Scénographies 1973-1993   - (Paris/Évora, Centre Georges Pompidou/Nobilis, 1993)
- José Manuel Castanheira. Une Ruine en Construction   - (Paris/Évora, Centre Georges Pompidou/Nobilis, 1993)

### Participação em colectâneas
- Arqueologia e Recuperação dos Espaços Teatrais, Lisboa, ACARTE/Fundação Calouste Gulbenkian, com organização de José Manuel Castanheira em 1992
- MEMÓRIA ABRACE I, São Paulo, em 2000
- Brincar com as Palavras, Jogar com as Imagens, Lisboa, em 2002
- Poetas sem Qualidades, Lisboa, Averno, com a organização de Manuel de Freitas em 2002
- Escrita na Paisagem - Évora, Festival Escrita na Paisagem, em 2005

### Espectáculos
- Pouco A Pouco A Sombra - Amadora, Escola Superior de Teatro e Cinema, em exibição de 18 de Fevereiro e 24 de Março de 2000
- A Mortos e Vivos - Os Nomes Que Faltam - com estreia a 15 de Fevereiro de 2001, Lisboa
- Vertigem - Arranjo e fixação de texto de improvisações, com estreia a 15 de Novembro de 2001, no teatro O Bando, Vale de Barris, Palmela
- Aventuras Extraordinárias do Príncipe e do Castor - Direcção e escrita do texto, com Ana Fernandes, Fernando Silva, Tiago Lança e Sílvia das Fadas. Colaboração de Francisco Frazão, Jorge Correia e Niama, com estreia a 14 de Janeiro de 2004 no Teatro Académico Gil Vicente, Coimbra
- Restos. Interiores - com estreia a 29 de Maio de 2005, em Lajes do Pico
- Os Nomes Que Faltam - com estreia a 17 de Junho de 2005, no Auditório de Alfornelos
- Aquitanta - com estreia: 24 de Julho de 2007 no teatro Estúdio Zero no Porto
- Ficava Tão Bem Naquele Canto Da Sala - Leitura encenada, com direcção de Felipe de Assis, no âmbito do Ciclo de Leituras Dramáticas da Universidade Federal da Bahia, Brasil, a 22 de Outubro de 2007
- E Nós Aqui No Meio De Não Saber Nada - Criação de texto a partir da Oficina de Escrita Criativa coordenada pelo próprio na Ilha do Faial, Açores, em 2008
- A Felicidade Ideal - Produção: Curso Profissional de Artes do Espectáculo-Interpretação, do Conservatório-Escola das Artes da Madeira (Prova de Aptidão Profissional) - Encenação e interpretação: Vitor Gonçalves. Estreia: Centro das Artes – Casa das Mudas, Funchal, dia 14 de Julho de 2011
- Hamlet & Ofelia  – Produção do Teatro Passagem de Nível - Concepção Cénica, Criação e Interpretação: Mónica Lourenço e Ricardo Mendes - Estreia no Auditório de Alfornelos, em 4 de Novembro de 2011